# Am I Blue
Am I Blue è un album del chitarrista jazz statunitense Grant Green, contenente performance registrate nel 1963 e pubblicate dall'etichetta Blue Note nel 1964.

## Tracce
Lato A
1. Am I Blue – 6:54 (Grant Clarke, Harry Akst)
2. Take These Chains From My Heart – 6:09 (Fred Rose, Hy Heath)
3. I Wanna Be Loved – 7:34 (Billy Rose, Edward Heyman)

Durata totale: 20:37
Lato B
1. Sweet Slumber – 7:12 (Al Neiburg, Henri Woode, Lucky Millinder)
2. For All We Know – 13:57 (J. Fred Coots, Sam Lewis)

Durata totale: 21:09

## Musicisti
- Grant Green - chitarra
- Johnny Coles - tromba
- Joe Henderson - sassofono tenore
- Big John Patton - organo
- Ben Dixon - batteria